# الدوري الأوروغواياني لكرة القدم 2011–12
الدوري الأوروغواياني لكرة القدم 2011–12 (بالإسبانية: Campeonato Uruguayo de Primera División 2011-12)‏ هو الموسم 108 من الدوري الأوروغواياني لكرة القدم. أقيم خلال الفترة 13 أغسطس 2011 وحتى 5 يونيو 2012، وأشرف على تنظيمه اتحاد أوروغواي لكرة القدم، وكان عدد الأندية المشاركة فيه 16، وفاز فيه ناسيونال مونتيفيديو.